# Comuna de Łęki Szlacheckie
Łęki Szlacheckie (polaco: Gmina Łęki Szlacheckie) é uma gminy (comuna) na Polónia, na voivodia de Lodz e no condado de Piotrkowski. A sede do condado é a cidade de Łęki Szlacheckie.
De acordo com os censos de 2004, a comuna tem 3707 habitantes, com uma densidade 34,2 hab/km².

## Área
Estende-se por uma área de 108,41 km², incluindo:
- área agricola: 67%
- área florestal: 27%

## Demografia
Dados de 30 de Junho 2004:
|                      | Total   | Total | Mulheres | Mulheres | Homens  | Homens |
| -------------------- | ------- | ----- | -------- | -------- | ------- | ------ |
|                      | pessoas | %     | pessoas  | %        | pessoas | %      |
| População            | 3707    | 100   | 1868     | 50,4     | 1839    | 49,6   |
| Densidade (pop./km²) | 34,2    | 100   | 17,2     | 17,2     | 17      | 17     |

De acordo com dados de 2002, o rendimento médio per capita ascendia a 1299,57 zł.

## Subdivisões
- Adamów, Bęczkowice, Cieśle, Dobrenice, Dobreniczki, Dorszyn, Felicja, Górale, Huta, Lesiopole, Łęki Szlacheckie, Ogrodzona, Piwaki, Podstole, Teklin, Tomawa, Trzepnica, Żerechowa.

## Comunas vizinhas
- Gorzkowice, Masłowice, Ręczno, Rozprza